# 행동 인식
행동 인식 또는 활동 인식(Activity recognition)은 에이전트의 작업과 환경 조건에 대한 일련의 관찰을 통해 하나 이상의 에이전트의 작업과 목표를 인식하는 것을 목표로 한다. 1980년대 이래로 이 연구 분야는 다양한 응용 프로그램에 대한 맞춤형 지원을 제공하고 의학, 인간-컴퓨터 상호 작용 또는 사회학과 같은 다양한 연구 분야와의 연결을 제공하는 강점으로 인해 여러 컴퓨터 과학 커뮤니티의 관심을 끌었다.
다면적인 특성으로 인해 다양한 분야에서는 행동 인식을 계획 인식, 목표 인식, 의도 인식, 행동 인식, 위치 추정 및 위치 기반 서비스로 지칭할 수 있다.

## 같이 보기
- 조건부 무작위장
- 제스처 인식
- 은닉 마르코프 모형
- 나이브 베이즈 분류
- 서포트 벡터 머신
- 인공지능의 개요